# Elio Vanara
Elio Vanara (Fubine, 31 luglio 1944 – Alessandria, 27 marzo 2003) è stato un calciatore italiano, di ruolo difensore o centrocampista.
È scomparso nel 2003 all'età di 58 anni per le conseguenze di un'emorragia cerebrale. Alla sua memoria è dedicato un torneo giovanile organizzato annualmente ad Alessandria.

## Caratteristiche tecniche
Terzino sinistro di formazione, di grande dinamismo e generosità, nel corso della carriera viene schierato anche come mediano e in genere come jolly di centrocampo. Fisicamente non molto alto, era giocatore dotato di buoni mezzi tecnici, corsa, duttilità tattica e grande generosità.

## Carriera

Vanara (accosciato, al centro) nell'Alessandria 1974-1975

Cresciuto nel settore giovanile dell'Alessandria, si affaccia in prima squadra a partire dalla stagione 1960-1961, la prima dopo la retrocessione dei grigi in Serie B, imponendosi come titolare a partire dall'annata 1962-1963.
Nell'estate del 1964 viene acquistato dal Genoa, con cui esordisce in Serie A il 13 settembre 1964, alla prima di campionato, in occasione del successo interno sulla Lazio, disputando nella stagione 1964-1965, conclusa con la retrocessione dei rossoblù, complessivamente 22 incontri, con 2 reti all'attivo contro Foggia e Atalanta.
Resta a Genova anche nelle successive tre stagioni tra i cadetti, quindi nel 1968 passa al Perugia dove diventa una delle bandiere della compagine umbra a cavallo degli anni 1960 e 1970, disputando sei tornei in Serie B, di cui l'ultimo da capitano, e risultando tuttora il quinto calciatore più presente con la maglia dei grifoni nei campionati (dopo Pierluigi Frosio, Michele Nappi, Antonio Ceccarini e Oriano Nenci).
Nel 1974 torna ad Alessandria per disputare il campionato di Serie B 1974-1975, chiuso con la retrocessione dopo lo spareggio di Milano contro la Reggiana, e successivamente due stagioni in Serie C. Termina la carriera agonistica nel Derthona.
In carriera ha totalizzato complessivamente 22 presenze e 2 reti in Serie A, e 345 presenze e 12 reti in Serie B.